# Wilhelm Vogt (Bibliothekar)
Wilhelm Vogt (* 25. Juni 1881 in Gütersloh; † 25. Februar 1962 in Göttingen) war ein deutscher Bibliothekar und Kunst- und Literaturhistoriker.

## Leben
Vogt war der Sohn des Fleischwarenfabrikanten August Vogt und dessen Frau Johanna, geb. Sager. Er besuchte das Evangelisch Stiftische Gymnasium Gütersloh, wo er 1901 auch die Reifeprüfung ablegte. Anschließend studierte er Theologie an den Universitäten Bonn, Greifswald und Berlin. Das erste theologische Examen legte er 1905 in Münster ab. Danach studierte er noch zwei Semester Philosophie in Erlangen, wo er 1906 zum Dr. phil. promoviert wurde. 1906/07 absolvierte er seinen Militärdienst als Einjährig-Freiwilliger. 1907/08 studierte er dann Kunstgeschichte an der Universität Berlin.
1908 erhielt Vogt eine Stelle als Assistent an der Königlichen Bibliothek in Berlin, wo er 1910 die bibliothekarische Fachprüfung ablegte. Von 1911 bis 1912 war er Assistent an der Bibliothek des Deutschen Archäologischen Instituts in Rom. 1912 wechselte er als Assistent an die Universitätsbibliothek in Münster, wo er 1913 Hilfsbibliothekar wurde. 1914 nahm Vogt als Soldat am Ersten Weltkrieg teil, 1915 wurde er an der Universitätsbibliothek Göttingen zum Bibliothekar ernannt.
In der NS-Zeit wurde er 1936 festgenommen, weil er mehrmals Hetzplakate, die an der Bibliothek angebracht waren, entfernt hatte. Da er den Nationalsozialisten als politisch unzuverlässig galt, konnte er auch nicht Direktor der Universitätsbibliothek Kiel werden. Stattdessen wurde er 1938 in den Ruhestand zwangsversetzt.
Nebenbei war Vogt als Maler aktiv und nahm an mehreren Ausstellungen in Göttingen teil, auf denen er hauptsächlich mit Porträts vertreten war. Von 1925 bis 1929 war Vogt im Vorstand der „Vereinigung Göttinger Kunstfreunde“.
Vogt war zweimal verheiratet. 1909 heiratete er Emma Puwelle (1876–1955). Aus der Ehe gingen vier Kinder hervor, darunter die Kommunalpolitikerin, Widerstandskämpferin und Göttinger Ehrenbürgerin Hannah Vogt.
Nach dem Tod seiner ersten Ehefrau heiratete Vogt 1958 die Realschullehrerin Lili Bandelow (1903–1984).

## Veröffentlichungen (Auswahl)
- Die Ästhetische Idee bei Kant. C. Bertelsmann, Gütersloh 1906 (zugl. Erlangen, Univ., Diss., 1906).

## Ehrungen
- 1914: Eisernes Kreuz 2. Klasse
- 1915: Mecklenburgisches Verdienstkreuz